# Komsomol'skaja Pravda
La Komsomol'skaja Pravda (in russo Комсомольская правда?; lett. "Verità del Komsomol'") è un quotidiano russo a copertura nazionale, fondato nel 1925 come organo ufficiale del Komsomol, l'organizzazione giovanile del Partito Comunista dell'Unione Sovietica.
A seguito della dissoluzione dell'Unione Sovietica e del Komsomol nel 1991, si è trasformata in un quotidiano indipendente mantenendo la sua linea editoriale.

## Tiratura
In passato ebbe una tiratura media giornaliera di circa 20 354 000 copie, che lo rendevano il secondo quotidiano, per tiratura, della Russia dopo il Trud che con 21 500 000 copie entrò nel Guinness dei primati. Il record di tiratura per la Komsomol'skaja Pravda si ebbe nel 1990 con quasi 22 milioni di copie. Attualmente rimane il quotidiano più venduto in Russia con una tiratura che varia da 700 000 a quasi 3 milioni di copie.